# Dendrophilacris chloronotus
Dendrophilacris chloronotus är en insektsart som beskrevs av Marius Descamps 1980. Dendrophilacris chloronotus ingår i släktet Dendrophilacris och familjen gräshoppor. Inga underarter finns listade i Catalogue of Life.